# Martin Kiese
Martin Andreas Kiese (* 7. Februar 1970 in Lüneburg) ist ein deutscher Neonazi und politischer Aktivist. Kiese ist in der rechtsextremen Nationaldemokratischen Partei Deutschlands Landesvorsitzender in Niedersachsen. Er ist außerdem ehemaliges Mitglied des Bundesvorstands und ehemaliger Landesvorsitzender der Partei Die Rechte in Niedersachsen. Er wird in mehreren Publikationen des Verfassungsschutzes von Niedersachsen behandelt.

## Rechtsextremistische Aktivitäten
In den 1990er Jahren war Kiese Mitglied der mittlerweile verbotenen Freiheitlichen Deutschen Arbeiterpartei. Bei einer Kundgebung der NPD am 15. November 2020 anlässlich des Volkstrauertages in Braunschweig rief Kiese mehreren Journalisten „Judenpresse“, „Verdammte, Feuer und Benzin für euch“ und „Judenpack“ entgegen. Die ursprüngliche Einstellung des Verfahrens durch die Staatsanwaltschaft löste eine breite mediale und juristische Diskussion aus. Die Staatsanwaltschaft argumentierte, es habe sich bei den Aussagen lediglich um eine Beleidigung gegenüber den Journalisten und nicht um eine Volksverhetzung gehandelt. Erst im dritten Anlauf konnte sich die Braunschweiger Generalstaatsanwaltschaft doch noch zu einer Anklage entschließen. Am 22. Februar 2024 wurde Kiese für die Aussagen und zwei ähnliche Taten, vom Amtsgericht Braunschweig wegen Volksverhetzung und Beleidigung zu zehn Monaten Haft auf Bewährung und Zahlung einer Geldauflage von 3600 € an die Opferhilfe Niedersachsen verurteilt.
Am 22. August 2021 wurde Martin Kiese beim 11. Bundesparteitag der Partei Die Rechte, als Beisitzer in den Bundesvorstand gewählt. Bei den Kommunalwahlen im September 2021 in Braunschweig verfehlte Kiese den Einzug in den Bezirksrat.
Am 19. Februar 2022 organisierte Die Rechte eine Demonstration in Braunschweig gegen die COVID-19-Schutzmaßnahmen. Kiese nahm an der Versammlung in einem Kostüm des „rosaroten Panthers“  teil, mit dem er auf den Nationalsozialistischen Untergrund anspielen wollte.
Nach der Auflösung der Partei „Die Rechte“, für die Kiese bis zuletzt Mitglied des Bundesvorstands war, schloss er sich der Nationaldemokratischen Partei Deutschlands an. Auf dem Gründungsparteitag des Landesverbands Niedersachsen am 20. April 2025 wurde Martin Kiese zum Landesvorsitzenden gewählt.